# 荀伯玉
荀伯玉（434年—483年）字弄璋，廣陵人，南朝宋至南朝齊官員，南谯太守荀永之孫，给事中荀阐之之子。

## 生平
荀伯玉曾任抚军（柳元景）行参军、南徐州祭酒、镇军（劉子勋）行参军。泰始年間，劉子勋造反，荀伯玉參與叛亂，被劉子勋封為新亭侯。劉子勋戰敗後，荀伯玉來到都城建康以占卜謀生。建平王刘景素闻其名，召他，他没有去。
後荀伯玉出任冠军（蕭道成）刑狱参军、平南府（蕭道成）參軍、晋熙王府（劉燮）参军、镇军（蕭道成）中兵参军兼任广陵令。升明年間，出任骠骑（蕭道成）中兵参军，兼任济阳太守。後來又加封前军将军。升明二年（478年），蕭道成擔任太尉後，荀伯玉出任太尉府中兵参军，並繼續兼任济阳太守和前軍將軍。建元元年（479年），蕭道成稱帝建立南朝齊後，荀伯玉受封南丰县子，食邑四百户，並轉任辅国将军、武陵王（蕭曅）征虏司马，之後又接連擔任安成王（蕭暠）冠军司马、豫章王（蕭嶷）司空谘议，繼續兼任济阳太守。
太子蕭賾僭越，平時生活起居都是皇帝規格，引發骁骑将军陈胤叔以及荀伯玉不滿。陈胤叔和荀伯玉先後向蕭道成告密蕭賾行為僭越。蕭道成大怒，將蕭賾寵臣張景真處決。骁骑将军陈胤叔卻害怕蕭賾報復，私下告訴蕭賾一切告密行為是荀伯玉所為，企圖推卸自己的責任。蕭賾也因此事對荀伯玉懷恨在心。
蕭道成去世，蕭賾登基後，荀伯玉先後擔任黄门郎、豫章王（蕭嶷）太尉谘议、散骑常侍，繼續兼任济阳太守。永明元年（483年），荀伯玉與垣崇祖一同被蕭賾處決。

## 延伸阅读
[在维基数据编辑]
 《南齊書·卷31》，出自萧子显《南齊書》
 《南史·卷47》，出自李延壽《南史》